# 愛爾蘭奧林匹克總會
愛爾蘭奧林匹克總會（Olympic Federation of Ireland）是愛爾蘭的國家奧林匹克委員會。該組織成立於1920年，是國際奧林匹克委員會和歐洲奧林匹克委員會的成員。1924年，首次派員參加在法國巴黎舉行的夏季奧運會。
現時，愛爾蘭奧林匹克議會的總部設在都柏林，主席是Sarah Keane，她於2017年起出任此職。

## 資料來源
1. ↑  .   [2014-06-07]. （原始内容存档于2011-10-03）.